# Norris City, Illinois
Norris City là một làng thuộc quận White, tiểu bang Illinois, Hoa Kỳ. Năm 2010, dân số của làng này là 1275 người.

## Dân số
Dân số qua các năm:
- Năm 2000: 1057 người.
- Năm 2010: 1275 người.